# باول فورستر
باول فورستر (بالإنجليزية: Paul Foerster) هو متسابق يخت أمريكي، ولد في 19 نوفمبر 1963 في رانغلي في الولايات المتحدة.

## وصلات خارجية
- باول فورستر على موقع الاتحاد الدولي للملاحة الشراعية (موقع جديد) (الإنجليزية)
- باول فورستر على موقع الاتحاد الدولي للملاحة الشراعية (موقع قديم) (الإنجليزية)
- باول فورستر على موقع اللجنة الأولمبية الدولية (الإنجليزية)
- باول فورستر على موقع أوليمبيديا (الإنجليزية)